# Cornelius Zimmermann
Cornelius Zimmermann (* 7. April 1962) ist ein deutscher Diplomat. Seit August 2023 ist er Botschafter der Bundesrepublik Deutschland in Litauen und leitet als solcher die Botschaft Vilnius.

## Leben und Laufbahn
Zimmermann wurde am 7. April 1962 geboren.
Von 1989 bis 1991 absolvierte er den Vorbereitungsdienst für den höheren auswärtigen Dienst in der Aus- und Fortbildungsstätte des Auswärtigen Amts in Bonn-Ippendorf.
Nach der Laufbahnprüfung fungierte er bis 1992 als Referent für die Nordischen Staaten in der Zentrale des Auswärtigen Amts in Bonn. Seine erste Auslandsverwendung führte ihn von 1992 bis 1995 als Referent für Politik an die Botschaft Pretoria, Südafrika.
Er kehrte als Referent in die Zentrale zurück, wo er von 1995 bis 1997 in der Abrüstungsabteilung tätig war. Von 1997 bis 1999 schloss sich eine Verwendung im Parlaments- und Kabinettsreferat an.
In der Ständigen Vertretung bei der NATO war er von 1999 bis 2003 mit Fragen der NATO-Erweiterung und des Membership Action Plan betraut.
Wiederum zurück in der Zentrale, nun in Berlin, war er von 2003 bis 2007 stellvertretender Leiter des OSZE-Referats. Von 2007 bis 2013 wechselte er in das Bundespräsidialamt, wo er das außenpolitische Grundsatzreferat leitete.
Anschließend leitete er bis 2015 das Generalkonsulat in Masar-e Sharif, Afghanistan. Von dort aus wechselte er in das Büro des OSZE-Generalsekretärs in Wien, Österreich, wo er bis 2016 mit der Amtsbezeichnung eines Botschafters Berater und Vertreter des künftigen deutschen OSZE-Vorsitzes war. Gleichzeitig war er 2016 stellvertretender Leiter des Arbeitsstabs deutscher OSZE-Vorsitz im Auswärtigen Amt.
Von 2017 bis 2019 war Zimmermann, wiederum mit der Amtsbezeichnung eines Botschafters, hoher ziviler Vertreter der NATO in Afghanistan mit Sitz in Kabul.
Anschließend war er von 2019 bis 2021 Berater im Planungsstab und Leiter des Referats Krisenfrüherkennung im Auswärtigen Amt. Dort leitete er auch von 2021 bis 2023 den Arbeitsstab „Ausreiseprogramm aus Afghanistan“.
Im August 2023 wurde Zimmermann zum außerordentlichen und bevollmächtigten Botschafter in Litauen und Leiter der Botschaft Vilnius bestellt.